# Portugal Contemporâneo
Portugal Contemporâneo é o título de um livro escrito por Joaquim Pedro de Oliveira Martins que foi publicado em 1881 e desde então teve muitas reedições. Esta obra, apesar de ser um trabalho historiográfico, é também um livro de crítica social.

## O autor e a sua obra
Oliveira Martins, nascido em 1845, foi membro da geração de 70, e um dos membros mais ativos e conhecidos. Podemos descrever a traço largo esta geração como um grupo de homens descontente com o país em que vivia e que criticava a sociedade, nalguns casos com snobismo, como descreveram alguns, e propunha soluções para o que pensava estar mal.
Portugal Contemporâneo, apesar de ser um livro de história, é também uma exposição das ideias de um dos homens daquela geração. É uma obra de crítica social feita ao longo do tempo, ou, dito de outra maneira, de uma forma diacrónica. Vê-se claramente esta faceta de obra de crítica social pelo modo como Oliveira Martins nomeia alguns dos seus capítulos e sub-capítulos: "O enfermo do Ocidente", "As ilusões perdidas", "O regabofe", "O tesouro queimado", "A poesia das ruínas", "O cadáver da nação" e "A liquidação do passado".
O autor dividiu a sua obra em seis livros e acrescentou-lhe alguns apêndices. Os seis livros estão divididos em 24 capítulos e cada capítulo em vários sub-capítulos.
Oliveira Martins escreveu numa época marcada pela emergência da história científica, na sua fase positivista, e por isso recorreu para este trabalho às fontes escritas nas épocas sobre as quais escreve. Outra das influências mais importantes sobre o autor, que ele reconhece na sua "advertência" à entrada da primeira edição, é a da perspetiva hegeliana de evolução da história, com uma visão teleológica. Oliveira Martins considerava que a tendência das sociedades era para se tornarem mais igualitárias, desfecho a que chama "democracia". Podemos então dizer que este livro está muito marcado pelo clima social e intelectual da época em que foi escrito, não só de Portugal mas de todo o Ocidente.